# Slovaquie aux Jeux olympiques d'été de 2012
La Slovaquie participe aux Jeux olympiques d'été de 2012 à Londres au Royaume-Uni du 27 juillet au 12 août 2012. Il s'agit de sa 5e participation à des Jeux olympiques d'été.

## Médaillés
| Sport                   | Discipline         | Athlète(s)                            | Performance | Date       |
| ----------------------- | ------------------ | ------------------------------------- | ----------- | ---------- |
| Médailles d'argent : 1  |                    |                                       |             |            |
| Tir                     | Trap femmes        | Zuzana Štefečeková                    |             | 4 août     |
| Médailles de bronze : 3 |                    |                                       |             |            |
| Tir                     | Skeet femmes       | Danka Barteková                       |             | 29 juillet |
| Canoë-kayak             | C1 hommes (slalom) | Michal Martikán                       |             | 31 juillet |
| Canoë-kayak             | C2 hommes (slalom) | Pavol Hochschorner Peter Hochschorner |             | 2 août     |

## Badminton
| Athlète          | Compétition  | Phase de groupe  | Phase de groupe  | Phase de groupe  | Phase de groupe | 8e de finale     | Quarts de finale | Demi-finales     | Finale           | Finale |
| Athlète          | Compétition  | Adversaire Score | Adversaire Score | Adversaire Score | Rang            | Adversaire Score | Adversaire Score | Adversaire Score | Adversaire Score | Rang   |
| ---------------- | ------------ | ---------------- | ---------------- | ---------------- | --------------- | ---------------- | ---------------- | ---------------- | ---------------- | ------ |
| Monika Fašungová | Simple dames |                  |                  |                  |                 |                  |                  |                  |                  |        |

## Cyclisme

### Cyclisme sur route
| Athlète     | Compétition            | Temps         | Rang |
| ----------- | ---------------------- | ------------- | ---- |
| Peter Sagan | Course en ligne hommes | 5 min 46 s 37 | 34e  |

## Gymnastique

### Artistique
Hommes
| Athlète         | Compétition | Appareils | Appareils | Appareils | Appareils | Qualification | Qualification | Appareils | Appareils | Appareils | Appareils | Finale | Finale |
| Athlète         | Compétition | S         | SC        | BA        | P         | Total         | Rang          | S         | SC        | BA        | P         | Total  | Rang   |
| --------------- | ----------- | --------- | --------- | --------- | --------- | ------------- | ------------- | --------- | --------- | --------- | --------- | ------ | ------ |
| Samuel Piasecký | Individuel  |           |           |           |           |               |               |           |           |           |           |        |        |

Femmes
| Athlète        | Compétition | Appareils | Appareils | Appareils | Appareils | Qualification | Qualification | Appareils | Appareils | Appareils | Appareils | Finale | Finale |
| Athlète        | Compétition | S         | SC        | BA        | P         | Total         | Rang          | S         | SC        | BA        | P         | Total  | Rang   |
| -------------- | ----------- | --------- | --------- | --------- | --------- | ------------- | ------------- | --------- | --------- | --------- | --------- | ------ | ------ |
| Mária Homolová | Individuel  |           |           |           |           |               |               |           |           |           |           |        |        |

## Judo
| Athlète     | Compétition           | 1/16 de finale      | 1/8 de finale       | Quarts de finale    | Demi-finales        | Repêchage 1         | Repêchage 2         | Finale              | Finale |
| Athlète     | Compétition           | Adversaire Résultat | Adversaire Résultat | Adversaire Résultat | Adversaire Résultat | Adversaire Résultat | Adversaire Résultat | Adversaire Résultat | Rang   |
| ----------- | --------------------- | ------------------- | ------------------- | ------------------- | ------------------- | ------------------- | ------------------- | ------------------- | ------ |
| Milan Randl | Moins de 90 kg hommes | Battu par Iliádis   | NC                  | NC                  | NC                  | NC                  | NC                  | NC                  | NC     |

## Tir
Hommes
| Athlète        | Compétition                  | Qualification | Qualification | Finale | Finale |
| Athlète        | Compétition                  | Points        | Rang          | Points | Rang   |
| -------------- | ---------------------------- | ------------- | ------------- | ------ | ------ |
| Jozef Gönci    | Carabine à 50 m 3 positions  | 1157          | 31e           | NC     | NC     |
| Jozef Gönci    | Carabine à 50 m tir couché   | 589           | 39e           | NC     | NC     |
| Jozef Gönci    | Carabine à 10 m air comprimé | 591           | 31e           | NC     | NC     |
| Pavol Kopp     | Pistolet à 50 m              | 556           | 20e           | NC     | NC     |
| Pavol Kopp     | Pistolet à 10 m air comprimé | 576           | 21e           | NC     | NC     |
| Juraj Tužinský | Pistolet à 50 m              | 554           | 23e           | NC     | NC     |
| Juraj Tužinský | Pistolet à 10 m air comprimé | 580           | 15e           | NC     | NC     |
| Erik Varga     | Trap                         | 121           | 12e           | NC     | NC     |

Femmes
| Athlète            | Compétition                  | Qualification | Qualification | Finale | Finale             |
| Athlète            | Compétition                  | Points        | Rang          | Points | Rang               |
| ------------------ | ---------------------------- | ------------- | ------------- | ------ | ------------------ |
| Danka Barteková    | Skeet                        | 70            | 2e            | 90     | médaille de bronze |
| Daniela Pešková    | Carabine 50 m 3 positions    | 576           | 34e           | NC     | NC                 |
| Daniela Pešková    | Carabine à 10 m air comprimé | 395           | 14e           | NC     | NC                 |
| Zuzana Štefečeková | Trap                         | 73            | 2e            | 93     | médaille d'argent  |